# Amt Joachimsthal (Schorfheide)
Het Amt Joachimsthal (Schorfheide) is een samenwerkingsverband van 4 gemeenten en ligt in het Landkreis Barnim in de Duitse deelstaat Brandenburg. Het Amt telt 5.276 inwoners. Het bestuurscentrum bevindt zich in de stad Joachimsthal.

## Gemeenten
Het Amt bestaat uit de volgende gemeenten:
- Althüttendorf met Neugrimnitz
- Friedrichswalde met Parlow-Glambeck
- Joachimsthal stad met Elsenau en Grimnitz
- Ziethen met Groß Ziethen en Klein Ziethen

Alleen Joachimsthal heeft meer dan 1.000 inwoners.